# يوري ألبيرتو
يوري ألبيرتو (بالبرتغالية: Yuri Alberto‏) (18 مارس 2001 بساو جوزيه دوس كامبوس في البرازيل - ) هو لاعب كرة قدم برازيلي في مركز الهجوم.

## وصلات خارجية
- يوري ألبيرتو على موقع الاتحاد الدولي (مؤرشف)  (الإنجليزية)
- يوري ألبيرتو على موقع قاعدة بيانات كرة القدم.إي يو (الإنجليزية)
- يوري ألبيرتو على موقع ليكيب (الفرنسية)
- يوري ألبيرتو على موقع ناشيونال فوتبول تيمز (الإنجليزية)
- يوري ألبيرتو على موقع Soccerway.com (الإنجليزية)